# Liga Cambodgiei
Liga Cambodgiei este primul eșalon din sistemul competițional fotbalistic din Cambodgia.

## Echipele sezonului 2010
- Build Bright United
- Chhma Khmao (Svay Rieng)
- Khemara Keila
- Kirivong Sok Sen Chey
- Nagacorp FC
- Ministerul Apărării Naționale
- Phnom Penh Crown
- Preah Khan Reach (aka Royal Sword)
- Prek Pra Keila
- Wat Phnom FC

## Golgeteri
| An   | Golgeter           | Echipă       | Goluri |
| 2005 | Hok Sochivorn      | Hello United | 22     |
| 2009 | Justine Uch Prince | Spark FC     | 21     |

## Foste campioane
| - 1982: Ministerul Comerțului FC - 1983: Ministerul Comerțului FC - 1984: Ministerul Comerțului FC - 1985: Ministerul Apărării Naționale - 1986: Ministerul Apărării Naționale - 1987: Ministry of Health - 1988: Kampong Cham Province - 1989: Ministry of Transports - 1990: Ministry of Transports - 1991: Municipal Constructions | - 1992: Municipal Constructions - 1993: Ministerul Apărării Naționale - 1994: Civil Aviation - 1995: Civil Aviation - 1996: Body Guards Club - 1997: Body Guards Club - 1998: Royal Dolphins - 1999: Royal Dolphins - 2000: Poliția Națională FC (Nokorbal Cheat) - 2001: nu s-a disputat | - 2002: Samart United - 2003: not played - 2004: not played - 2005: Khemara Keila - 2006: Khemara Keila - 2007: Nagacorp FC - 2008: Phnom Penh Empire - 2009: Nagacorp FC |  |

## Performanțe după club
| Club                                    | Campion |
| --------------------------------------- | ------- |
| Ministerul Apărării Naționale           | 3       |
| Ministerul Comerțului FC                | 3       |
| Nagacorp FC                             | 2       |
| Ministry of Transports                  | 2       |
| Department of Municipal Constructions   | 2       |
| Civil Aviation                          | 2       |
| Body Guards Club                        | 2       |
| Royal Dolphins                          | 2       |
| Khemara                                 | 2       |
| Phnom Penh Empire (fosta Samart United) | 2       |
| Kampong Cham Province                   | 1       |
| Poliția Națională FC (Nokorbal Cheat)   | 1       |